# Complexe RISC
Le complexe RISC (en anglais RNA-induced silencing complex) est un complexe multi-protéique essentiel, qui joue un rôle central dans le phénomène d'interférence par ARN. Il permet, par le guidage de petits ARN non codant (endogènes ou  étrangers), de réguler l’expression de nombreux gènes. On estime en effet que la moitié des gènes du génome humain sont régulés par cette machinerie cellulaire.

## Historique et découverte
L'existence du phénomène d'interférence par ARN a tout d’abord été découverte chez la plante, de manière totalement involontaire par Jorgensen et collaborateurs en 1990, lors de leurs travaux sur le pétunia. Ils se sont effectivement aperçus que l'ajout d’un gène supplémentaire codant un pigment pourpre ne renforçait pas la pigmentation, mais qu’au contraire, celui-ci annulait l’expression du gène naturel. Durant les années suivantes, des chercheurs comme Wassenegger, Thomas Tuschl, ou Andrew Z. Fire, montrent que le phénomène d'interférence par ARN fait intervenir de petits ARN double brins (ARNi), d’environ 21-25 paires de bases, qui s’apparient à l’ARN messager (ARNm) dont ils sont complémentaires, conduisant à la dégradation ou au blocage de la traduction de celui-ci. Ce phénomène de reconnaissance et de dégradation de l’ARNm a été montré en premier lieu chez la drosophile, par l’existence d’un complexe protéique d’environ 250 kDa, chargé de séparer les deux brins de l’ARNi pour son appariement avec l’ARNm cible. Ce complexe a été appelé RNA-Induced Silencing Complex (RISC). 

## Contexte cellulaire
Le processus d’ARNi, qui est cytoplasmique, et dont le but est d’aboutir à l’inhibition de l’expression de gènes ciblés (par blocage de la traduction ou destruction de l’ARNm), s’articule autour de deux étapes :
- la phase d'initiation : production de petits ARNi double brins à partir d’un ARN double brins plus long.
- la phase effectrice : obtention d’ARNi simple brin par l’action du complexe RISC, et guidage de ce complexe vers l’ARNm cible.

Le complexe RISC établit le lien entre ces deux phases, faisant de celui-ci un élément central dans le processus d’ARNi. Afin d’établir la liaison entre les petits ARNi double brins produits durant la phase d’initiation et le complexe RISC, apparait l’intervention d’un complexe intermédiaire, dit de « chargement », appelé RISC-Loading Complex (RLC).

## Complexe RLC
Le complexe RLC (RISC-loading complex) est un complexe nucléasique responsable de la reconnaissance et du découpage d’ARN double brins en fragments d’environ 21-25 nucléotides. Cette activité est assurée par une endoribonucléase de la famille des RNase III, appelée Dicer. Cette enzyme possède un domaine ARN hélicase, un domaine PAZ (qui servira à la liaison avec le complexe RISC), deux domaines RNase III, ainsi qu’un motif de liaison à l’ARN double brins. Il existe plusieurs isoformes de la protéine Dicer, dont la spécificité varie selon l’origine de l’ARN double brin. La cellule peut en effet réguler l’expression de ses propres gènes en codant de petits ARN double brins, appelés microARN (miARN). Après une maturation préliminaire dans le noyau, le pré-miARN (en structure de tige-boucle), est clivé par Dicer permettant l’hydrolyse de la structure boucle, donnant naissance aux miARN. Chez la drosophile, la formation des miARN est assurée par Dicer-1. La présence d’un ARN double brin dans la cellule peut également provenir de virus (la plupart des génomes viraux étant sous forme d’ARN double brins), ce qui sera perçu comme une attaque par la cellule, d’où la mise en action du phénomène d’ARNi. Cet ARN double brins va être clivé chez la drosophile par Dicer-2, en formant des petits ARN interférents. Le complexe RLC est également constitué d’autres protéines liées à Dicer, comme R2D2 ou R3D1 pour la drosophile, ou  TRBP pour l’homme. Les petits ARN interférents ou les microARN, après avoir été produits grâce à Dicer, vont par la suite guider le complexe effecteur  RISC sur l'ARNm homologue.

## Composition du complexe RISC

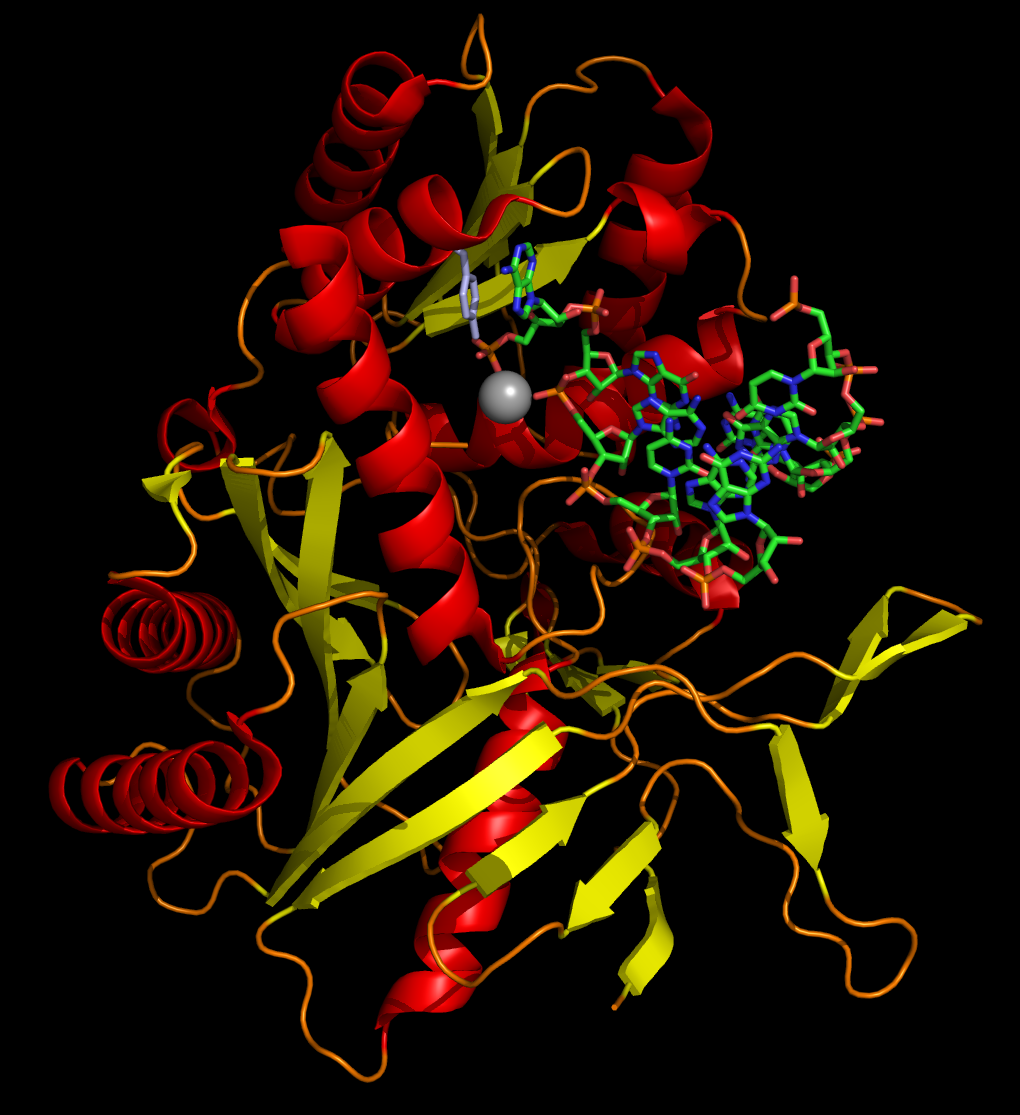
Le domaine PIWI d'une protéine Argonaute en complexe avec un ARN double brin.

Le complexe RISC est composé de plusieurs protéines, lui conférant l’ensemble des activités enzymatiques nécessaires à son fonctionnement dans le processus d’ARNi. Il est formé :
- d’une protéine de la famille des Argonautes (Ago). Cette protéine comporte un domaine PAZ pouvant s'apparier avec le domaine PAZ de Dicer grâce aux protéines R2D2 ou R3D1, et un domaine PIWI, responsable de l’activité endoribonucléase du complexe RISC.
- d’une hélicase permettant de dissocier l’ARNi double brins.

La nature de la protéine Ago va influencer la fonction de RISC. En effet, les complexes RISC comportant Ago1 vont s’associer aux miARN, alors que ceux incluant Ago2 vont être plus spécifiques aux petits ARN interférents.

## Activation du complexe RISC et mécanismes d’action
Le complexe RISC va tout d’abord se lier au complexe RLC par l’intermédiaire de l’interaction de la protéine Ago avec Dicer grâce au domaine PAZ. Le complexe RISC est à ce stade sous sa forme inactive, on parle de pré-RISC. Par la suite, son activité hélicase, avec l’aide d’Ago, va aboutir à la dissociation des deux brins de l’ARNi, en ne gardant que le brin complémentaire de l’ARNm à cibler (celui-ci constitue le brin « guide », l’autre brin sera qualifié de brin « passager » et sera dégradé). On obtient ainsi un complexe RISC activé ou holo-RISC.
RISC est ensuite guidé par l’ARNi vers l’ARNm auquel il est complémentaire. Contrairement à la liaison des petits ARN interférents sur leur séquence cible, la liaison du miARN est imparfaite et forme une zone de mésappariement. Ceci a pour conséquence d’aboutir à deux mécanismes d’action différents :
- destruction de l‘ARNm par l’activité endoribonucléasique de RISC. Le petit ARN interférent est fixé par RISC sur une région codante de l'ARNm cible.
- blocage de la traduction par fixation du miARN sur une région 3’ non codante de l’ARNm.

Ainsi la phase effectrice se termine. Quelle que soit la méthode employée (petits ARN interférents ou microARN), le résultat final reste le même : l'expression d’une protéine est inhibée.

## ARN interférents, outil thérapeutique prometteur
Le phénomène d'interférence par ARN est à l’heure actuelle assez bien décrit dans la littérature. Pourtant, il reste encore de nombreuses zones d’ombres, concernant par exemple le mécanisme permettant le choix du brin d’ARN « guide » au sein du complexe RISC, ou encore l’identité des différentes protéines accessoires nécessaires à la régulation de l’activité de ce complexe. La compréhension d’un mécanisme aussi complexe soulève toutefois de grands espoirs, notamment dans le domaine thérapeutique. Ainsi des études sont actuellement en cours pour la fabrication, à terme, de médicaments contenant des ARN interférents dans le but d’inhiber l’expression de protéines déficientes (pour des pathologies comme le cancer), ou virales (pour combattre le VIH).